# One Nite Alone...Live!
Albums de Prince
One Nite Alone...
(2002) Xpectation
(2003)
One Nite Alone... Live! est un triple-album live du chanteur et guitariste américain Prince, accompagné de son groupe New Power Generation, sorti le 17 Décembre 2002. 
L'album est d'abord publié par correspondance à partir du 24 novembre 2002, à l'attention des membres payants du site Internet officiel de Prince. Il paraît ensuite dans le commerce traditionnel, le 17 décembre de la même année,.
Il s'agit du premier album live à figurer dans la discographie de Prince, qui a pourtant débuté en 1978.

## Enregistrement
Les titres qui composent le coffret sont captés sur scène entre le 11 mars et le 1er mai 2002,, à l'occasion de la séquence américaine de la tournée One Nite Alone.... Elle sert de support promotionnel à deux albums : l'éponyme, distribué aux membres payants du site Internet du chanteur à partir du mois de mai, et plus encore The Rainbow Children, publié dans le commerce fin 2001. Six de ses chansons sont ici retranscrites : le morceau-titre, Muse 2 The Pharaoh, Mellow, 1+1+1 Is 3, Family Name, de même que The Everlasting Now.
Les concerts dont le contenu est extrait ont eu lieu dans les villes de Houston, Indianapolis, Lakeland, Los Angeles, New York, Portland et Washington,.

## Contenu
La publication est divisée en deux : un double-CD éponyme, correspondant au schéma des concerts donnés au grand public lors de la tournée, et un troisième disque, titré One Nite Alone...The Aftershow: It Ain't Over!. Celui-ci propose des titres joués certains soirs dans de petites salles, après le spectacle officiel.
Musicalement parlant, Prince y prolonge la direction inédite empruntée dans son précédent album studio, The Rainbow Children : des sonorités soul et jazz fidèles aux années 1970 de son adolescence. Il n'omet pas pour autant le registre pop, en interprétant nombre de ses chansons de la décennie 1980, telles que Nothing Compares 2 U, Raspberry Beret, Strange Relationship, Take Me With U ou When You Were Mine. L'album phare de 1987, Sign O' The Times, y est bien représenté (quatre chansons), tandis que dans leur ensemble, les années 1990 font piètre figure avec seulement cinq titres.
Il est à noter que le deuxième disque contient un pot-pourri interprété seul au piano, dont certaines plages sont des passages de une à deux minutes uniquement.
Bien que l'album The Rainbow Children ait fait l'unanimité auprès du public, certains titres dont Last December, bien que joué plusieurs fois y compris aux États-Unis, n'ont pas été retenus dans l'album Live. 

## Personnel
La tournée et le triple-album sont l'occasion pour Prince de présenter une nouvelle mouture de son groupe New Power Generation, dont l'intitulé figure sur les pochettes. Trois nouveaux saxophonistes attirent l'attention : Maceo Parker, ancien partenaire de James Brown, de même que Candy Dulfer et Najee. Par ailleurs, George Clinton, Musiq Soulchild (chant) et Larry Graham (basse) apparaissent comme invités.
- Prince : chants, guitare, claviers.
- Rhonda Smith : basse.
- Renato Neto : claviers.
- Candy Dulfer, Maceo Parker : saxophone.
- Najee : flûte, saxophone.
- Greg Boyer : trombone.
- John Blackwell : batterie.

## Liste des titres
| 1.  | Rainbow Children             | 11:45 |
| 2.  | Muse 2 The Pharaoh           | 4:49  |
| 3.  | Xenophobia (titre inédit)    | 12:39 |
| 4.  | Extraordinary                | 5:01  |
| 5.  | Mellow                       | 4:30  |
| 6.  | 1+1+1 Is 3                   | 6:05  |
| 7.  | The Other Side Of The Pillow | 4:47  |
| 8.  | Strange Relationship         | 4:12  |
| 9.  | When You Were Mine           | 3:47  |
| 10. | Avalanche                    | 6:04  |

| 1.  | Family Name                                          | 7:16  |
| 2.  | Take Me With U                                       | 2:53  |
| 3.  | Raspberry Beret                                      | 3:26  |
| 4.  | The Everlasting Now                                  | 7:40  |
| 5.  | One Nite Alone... (début d'un pot-pourri piano/voix) | 1:12  |
| 6.  | Adore                                                | 5:32  |
| 7.  | I Wanna B Ur Lover                                   | 1:21  |
| 8.  | Do Me, Baby                                          | 1:56  |
| 9.  | Condition Of The Heart (Interlude)                   | 0:39  |
| 10. | Diamonds & Pearls                                    | 0:40  |
| 11. | The Beautiful Ones (fin du pot-pourri)               | 2:10  |
| 12. | Nothing Compares 2 U                                 | 3:47  |
| 13. | Free                                                 | 1:06  |
| 14. | Starfish & Coffee                                    | 1:07  |
| 15. | Sometimes It Snows In April                          | 2:40  |
| 16. | How Come U Don't Call Me Anymore                     | 5:06  |
| 17. | Anna Stesia                                          | 13:12 |

| 1. | Joy In Repetition (avec Larry Graham)                                        | 10:55 |
| 2. | We Do This (avec George Clinton)                                             | 4:41  |
| 3. | Medley: Just Friends (Sunny) / If You Want Me To Stay (avec Musiq Soulchild) | 4:26  |
| 4. | 2 Nigs United 4 West Compton                                                 | 6:14  |
| 5. | Alphabet Street                                                              | 2:54  |
| 6. | Peach (Xtended Jam)                                                          | 11:18 |
| 7. | Dorothy Parker                                                               | 6:16  |
| 8. | Girls & Boys                                                                 | 6:59  |
| 9. | The Everlasting Now (Vamp)                                                   | 1:49  |

## Citation
« Honni hier, le vieux répertoire, paré des vertus du dépouillement — Prince est seul au piano — scintille de mille couleurs. Et le charme de chansons telles que : Adore, Free ou The Beautiful Ones d’opérer à nouveau. Quand auront retenti le solo de guitare apocalyptique de Joy In Repetition (enregistré live au club new-yorkais "The World", et indiscutablement le sommet de ce coffret), un Girls And Boys spacy traversé de loops technoïdes, et un We Do This fabuleux en décalque funk du Willie The Pimp de Frank Zappa [...], combien seront-ils encore à douter de la génialité de Prince ? A refuser de voir dans le grand œuvre princier le plus sûr un rempart contre la nullité artistique du monde contemporain ? »
Alain Orlandini, critique musical, Rock & Folk n°426, janvier 2003.